# Tomkins Buys a Donkey
Tomkins Buys a Donkey è un cortometraggio muto del 1908 diretto da Lewin Fitzhamon.

## Trama
Un contadino compera un asino molto testardo e da qui nascono tutte le sue difficoltà.

## Produzione
Il film fu prodotto dalla Hepworth.

## Distribuzione
Distribuito dalla Hepworth, il film - un cortometraggio di 99 metri - uscì nelle sale cinematografiche britanniche nel settembre 1908, in Danimarca, esso è conosciuto con il titolo Det stædige Æsel.
Si conoscono pochi dati del film che, prodotto dalla Hepworth, fu distrutto nel 1924 dallo stesso produttore, Cecil M. Hepworth. Fallito, in gravissime difficoltà finanziarie, il produttore pensò in questo modo di poter almeno recuperare il nitrato d'argento della pellicola.